# Laccaria purpureobadia
Laccaria purpureobadia är en svampart som beskrevs av D.A. Reid 1966. Laccaria purpureobadia ingår i släktet Laccaria och familjen Hydnangiaceae.  Arten är reproducerande i Sverige. Inga underarter finns listade i Catalogue of Life.